# حواصیل شکم‌بلوطی
حواصیل شکم‌بلوطی (نام علمی: Agamia agami) نام یک گونه از شاخه طنابداران است.
زیستگاه این جانور، معمولاً تالاب‌های پوشیده از درخت یا مرداب‌های موجود در جنگل‌های آمریکای مرکزی، برزیل و پرو می‌باشد.
از ویژگی‌های منحصر به فرد این جانور، می‌توان به پاهای زرد و عنبیه‌های قرمز آن اشاره نمود.